# ويليام إليس كوري
ويليام إليس كوري (بالإنجليزية: William Ellis Corey)‏ هو صناعي أمريكي، ولد في 1866 في برادوك ‏ في الولايات المتحدة، وتوفي في 11 مايو 1934 في نيويورك في الولايات المتحدة.